# Eleições estaduais em Alagoas em 1998
As eleições estaduais em Alagoas em 1998 ocorreram em 4 de outubro de 1998. O governador era Manuel Gomes de Barros, do PTB, que tentou a reeleição. Ronaldo Lessa, do PSB, foi eleito governador de Alagoas em primeiro turno.
Após a renúncia do governador Divaldo Suruagy, Manuel Gomes de Barros ascendeu ao governo de Alagoas em 1997 e concorreu a reeleição. Ainda inelegível, Fernando Collor tentou se candidatar ao Palácio do Planalto nas eleições de 1998 pelo PRTB em aliança com PST e PRN, tendo sua candidatura anulada antes das eleições. Já o primo de Collor, Euclides Mello se lançou candidato ao governo de Alagoas, tendo apoio do ex-presidente cassado. O socialista Ronaldo Lessa articulou-se como candidato ao governo de Alagoas e liderou as pesquisas de opinião numa segunda tentativa. Eleito no primeiro turno, Ronaldo Lessa inicia seu primeiro mandato como governador de Alagoas em 1 de janeiro de 1999. Enfrentou ameaças de impeachment e pedidos de intervenção do governo federal devido à questão dos precatórios, criou o Conselho de Segurança e Cidadania e extinguiu a Secretaria de Segurança Pública, transferindo suas atribuições para a Secretaria de Defesa Social, chefiada por um membro do Ministério Público.
Essa eleição também marcou o fim da carreira política do senador Guilherme Palmeira, derrotado pela candidata Heloísa Helena, do PT. Encerrou seu mandato em janeiro de 1999. Nomeado ministro do Tribunal de Contas da União (TCU), permaneceu no cargo até 2008, quando se aposentou. Nesse período, presidiu a instituição de agosto de 2006 a 2008.

## Resultado da eleição para governador

### Primeiro turno
| Candidatos a governador do estado | Candidatos a vice-governador | Número | Coligação                                                                                | Votação | Percentual             |
| --------------------------------- | ---------------------------- | ------ | ---------------------------------------------------------------------------------------- | ------- | ---------------------- |
| Ronaldo Lessa PSB                 | Geraldo Sampaio PDT          | 40     | Alagoas Para Todos (PSB, PDT, PT, PCdoB, PPS, PTdoB, PRONA, PRP, PV, PTN, PSN, PMN, PST) | 387.021 | 58,56%                 |
| Manuel Gomes de Barros PTB        | Benedito de Lira PFL         | 14     | Alagoas No Caminho Certo (PTB, PFL, PMDB, PSDB)                                          | 259.463 | 39,26%                 |
| Adeilson Bezerra PSL              | Rita de Cássia Farias PSL    | 17     | PSL (sem coligação)                                                                      | 11.975  | 1,81%                  |
| Manoel de Assis PSTU              | Mário Lopes PSTU             | 16     | PSTU (sem coligação)                                                                     | 2.473   | 0,37%                  |
| Euclides Mello PRN                | Newton Silva PRN             | 36     | Unidos por Alagoas (PRN, PPB, PL, PRTB, PSC, PSD)                                        | zero    | Candidatura indeferida |

## Resultado da eleição para senador
A candidata Heloísa Helena, então do PT, é eleita com 374.931 votos nominais ou seja, (22,537% dos votos válidos), a primeira senadora mulher da República Federativa do Brasil em 1998 por seu estado natal, a assumir em 1º de janeiro de 1999. Heloísa derrotou e sucedeu o então senador de Alagoas Guilherme Palmeira do extinto PFL que obteve apenas 247.352 votos nominais, (14,868% dos votos válidos).
Heloísa teve uma passagem marcante pelo senado federal, sendo escolhida líder do bloco de oposição no Senado. Nessa função combateu as propostas defendidas pelo governo Fernando Henrique, tais como a emenda que prorrogou o Fundo de Emergência Fiscal (FEF) e a Lei de Responsabilidade Fiscal. Em outubro, criticou a repressão do governo federal às invasões de prédios públicos e fazendas, elogiando Itamar Franco, então governador de Minas Gerais, que, por ocasião da invasão pelo MST de uma fazenda de propriedade dos filhos do presidente em Buritis (MG), recorrera à Polícia Militar para impedir que se utilizasse o Exército para defender a propriedade. Defensora da reforma agrária, criticou a política agrícola do governo, ressaltando que se a Constituição fosse cumprida o MST não existiria.
Com a posse de Lula em 1º de janeiro de 2003 e a definição das linhas do governo, suas divergências em relação às orientações do PT se intensificaram. Em fevereiro, votou contra a decisão do partido de indicar José Sarney para a presidência do Senado. Em abril, ameaçou entrar na Justiça contra a propaganda governamental em prol da reforma da previdência. No dia 13 de maio, passou a responder, ao lado dos deputados federais João Batista de Oliveira, o Babá (PA), e Luciana Genro (RS), a processo disciplinar perante a Comissão de Ética do PT. Três dias depois, 35 deputados federais e oito senadores do PT assinaram um manifesto contra sua expulsão e a de Babá e Luciana. O manifesto provocou uma crise na bancada do PT na Câmara e no Senado, tendo o líder do partido no Senado, Tião Viana, colocado o cargo à disposição.
Essa reação não arrefeceu a oposição de Heloísa Helena à proposta de reforma da previdência do governo Lula, o que fez com que, no dia 2 de julho, a bancada do PT no Senado decidisse não mais considerá-la representante do partido na casa. Apesar disso, em agosto, participou de um ato de servidores públicos contra a reforma da previdência que resultou na invasão da sede do Instituto Nacional de Seguridade Social (INSS). Dias depois, discursou na manifestação promovida em Brasília contra a reforma. Em 11 de dezembro de 2003, foi a única representante filiada ao PT a votar contra a emenda da reforma da previdência, que acabou sendo aprovada. No dia seguinte, recebeu manifestações de apoio na Câmara dos Deputados e na Câmara Municipal de São Paulo. No dia 14 de dezembro, foi expulsa do PT por decisão do diretório nacional do partido, assim como os deputados Babá e Luciana Genro.
Em junho de 2004, junto com outros deputados federais expulsos do PT, lançou, com registro provisório no Tribunal Superior Eleitoral (TSE), o Partido Socialismo e Liberdade (PSOL) e foi escolhida para presidi-lo nacionalmente e liderá-lo no Senado. Em dezembro, quando o partido obteve aproximadamente 450 mil assinaturas, número necessário para conseguir o registro definitivo no TSE, que ocorreria em setembro seguinte, candidatou-se à presidência da República nas eleições de 2006.
| Candidatos a senador da República | Candidatos a suplente de senador                                            | Número | Coligação                                                                                | Votação | Percentual |
| --------------------------------- | --------------------------------------------------------------------------- | ------ | ---------------------------------------------------------------------------------------- | ------- | ---------- |
| Heloísa Helena PT                 | Severino Lúcio PSB Maria Ivone PCdoB                                        | 13     | Alagoas Para Todos (PSB, PDT, PT, PCdoB, PPS, PTdoB, PRONA, PRP, PV, PTN, PSN, PMN, PST) | 374.931 | 55,91%     |
| Guilherme Palmeira PFL            | João Lyra PTB Alcides Falcão PMDB                                           | 25     | Alagoas no Caminho Certo (PTB, PFL, PMDB, PSDB)                                          | 247.352 | 36,89%     |
| Elionaldo Magalhães PPB           | Lauro Farias PL Alcione Teixeira dos Santos PPB                             | 11     | Unidos por Alagoas (PRN, PPB, PL, PRTB, PSC, PSD)                                        | 35.721  | 5,32%      |
| Rubem Padilha PSL                 | Luiz Emiliano da Rocha PSL José de Moraes Lima PSL                          | 17     | PSL (sem coligação)                                                                      | 5.633   | 0,84%      |
| Erisvaldo Bandeira Rios PAN       | Epitácio Vital da Silva PAN Gerson Alves Guarines PAN                       | 26     | PAN (sem coligação)                                                                      | 3.622   | 0,54%      |
| Antonio Jacinto Filho PSTU        | Valder Nelson Victor de Moraes Bello PSTU José Jonatas de Almeida Mota PSTU | 16     | PSTU (sem coligação)                                                                     | 3.252   | 0,50%      |

## Deputados federais eleitos
São relacionados os candidatos eleitos com informações complementares da Câmara dos Deputados.

Representação eleita
  PSDB: 2
  PMN: 1
  PMDB: 1
  PFL: 1
  PSD: 1
  PSB: 1
  PTB: 1
  PPS: 1

| Número | Deputados federais eleitos | Partido | Votação | Percentual | Cidade onde nasceu  | Unidade federativa |
| 1515   | Olavo Calheiros            | PMDB    | 82.722  |            | Murici              | Alagoas            |
| 3333   | João Caldas da Silva       | PMN     | 66.968  |            | Ibateguara          | Alagoas            |
| 4580   | Ceci Cunha                 | PSDB    | 54.968  |            | Feira Grande        | Alagoas            |
| 4555   | José Thomaz Nonô           | PSDB    | 51.274  |            | Maceió              | Alagoas            |
| 2525   | Augusto Farias             | PFL     | 47.426  |            | Passo de Camaragibe | Alagoas            |
| 4123   | Luiz Dantas Lima           | PSD     | 45.544  |            | Batalha             | Alagoas            |
| 4040   | Givaldo Carimbão           | PSB     | 39.209  |            | Itabi               | Sergipe            |
| 1414   | Albérico Cordeiro da Silva | PTB     | 33.149  |            | Pilar               | Alagoas            |
| 2323   | Regis Cavalcante           | PPS     | 25.525  |            | Maceió              | Alagoas            |

## Deputados estaduais eleitos
Representação eleita
  PTB: 7
  PSDB: 4
  PSD: 3
  PSB: 3
  PSL: 3
  PMDB: 2
  PFL: 2
  PT: 2
  PTdoB: 1

| Número | Deputados estaduais eleitos | Partido | Votação | Percentual | Cidade onde nasceu    | Unidade federativa |
| 41111  | Antonio Albuquerque         | PSD     | 29.129  | 4,37%      | Limoeiro de Anadia    | Alagoas            |
| 15111  | João Beltrão                | PMDB    | 20.350  | 3,05%      | Coruripe              | Alagoas            |
| 25123  | Rogério Teófilo             | PFL     | 20.296  | 3,04%      | Maceió                | Alagoas            |
| 14789  | Marcelino Alexandre         | PTB     | 18.614  | 2,79%      | Arapiraca             | Alagoas            |
| 41234  | Isnaldo Bulhões             | PSD     | 18.421  | 2,76%      | Maceió                | Alagoas            |
| 45123  | Celso Luiz                  | PSDB    | 16.986  | 2,54%      | Maceió                | Alagoas            |
| 14144  | Antônio Holanda             | PTB     | 16.151  | 2,42%      | Maceió                | Alagoas            |
| 40110  | Cicero Amélio               | PSB     | 14.717  | 2,20%      | Maceió                | Alagoas            |
| 45456  | Júnior Leão                 | PSDB    | 14.668  | 2,20%      | Arapiraca             | Alagoas            |
| 40111  | Francisco Tenório           | PSB     | 14.500  | 2,17%      | Chã Preta             | Alagoas            |
| 45618  | Arthur Lira                 | PSDB    | 14.284  | 2,14%      | Maceió                | Alagoas            |
| 15147  | Ziane Costa                 | PMDB    | 13.968  | 2,09%      | Delmiro Gouveia       | Alagoas            |
| 45678  | Francisco Beltrão (Chicão)  | PSDB    | 13.869  | 2,08%      | Aracaju               | Sergipe            |
| 14567  | Fernando Duarte             | PTB     | 13.709  | 2,05%      | Palmeira dos Índios   | Alagoas            |
| 14444  | Gervásio Raimundo           | PTB     | 12.760  | 1,91%      | Quebrangulo           | Alagoas            |
| 17144  | Marcos Ferreira             | PSL     | 12.740  | 1,91%      | Desterro              | Paraíba            |
| 25111  | Lucila Toledo               | PFL     | 12.736  | 1,91%      | Atalaia               | Alagoas            |
| 14111  | Cícero Ferro                | PTB     | 12.620  | 1,89%      | Minador do Negrão     | Alagoas            |
| 14121  | Gilvan Barros               | PTB     | 12.558  | 1,88%      | Maceió                | Alagoas            |
| 14123  | Temóteo Correia             | PTB     | 12.391  | 1,85%      | Anadia                | Alagoas            |
| 17170  | Antônio Cacalo              | PSL     | 10.707  | 1,85%      | Pão de Açúcar         | Alagoas            |
| 13111  | Paulão Santos               | PT      | 10.458  | 1,56%      | Recife                | Pernambuco         |
| 40123  | Petrucio Bandeira           | PSB     | 9.645   | 1,44%      | Maceió                | Alagoas            |
| 17118  | Fátima Cordeiro             | PSL     | 8.653   | 1,29%      | Porto Calvo           | Alagoas            |
| 41122  | Délio Almeida               | PSD     | 8.620   | 1,29%      | São Miguel dos Campos | Alagoas            |
| 13131  | Major Paulo Nunes           | PT      | 7.465   | 1,12%      | Maceió                | Alagoas            |
| 70123  | Judá Nicácio                | PTdoB   | 6.512   | 0,97%      | Arapiraca             | Alagoas            |